# Red Line
The Red Line – amerykański serial telewizyjny (dramat) wyprodukowany przez Forward Movement, Berlanti Productions oraz Warner Bros. Television, którego twórcami są Caitlin Parrish i Erica Weiss. Serial był emitowany od 28 kwietnia 2019 roku do 19 maja 2019 roku przez CBS. Na początku czerwca 2019 roku, stacja CBS ogłosiła anulowanie serialu po jednym sezonie.
Fabuła serialu opowiada historię zastrzelenia czarnego lekarza przez białego policjanta.

## Obsada

### Główna
- Noah Wyle jako Daniel Calder[3]
- Noel Fisher jako Paul Evans[4]
- Michael Patrick Thornton jako Jim Evans[4]
- Aliyah Royale jako Jira Calder-Brennan
- Vinny Chhibber jako Liam[5]
- Emayatzy Corinealdi jako Tia Young[6]
- Howard Charles jako Ethan Young[5]
- Elizabeth Laidlaw jako Victoria “Vic” Renna[5]

## Odcinki
| Sezon | Odcinki | Oryginalna emisja w CBS | Oryginalna emisja w CBS |
| Sezon | Odcinki | Premiera sezonu         | Finał sezonu            |
| ----- | ------- | ----------------------- | ----------------------- |
| 1     | 8       | 28 kwietnia 2019        | 19 maja 2019            |

### Sezon 1 (2019)
| Nr | Tytuł                                            | Reżyseria         | Scenariusz                   | Premiera w CBS   |
| -- | ------------------------------------------------ | ----------------- | ---------------------------- | ---------------- |
| 1  | We Must All Care                                 | Victoria Mahoney  | Caitlin Parrish, Erica Weiss | 28 kwietnia 2019 |
| 2  | We Are Each Other's Harvest                      | Kevin Hooks       | Shernold Edwards             | 28 kwietnia 2019 |
| 3  | For We Meet by One or the Other                  | Aurora Guerrero   | Sue Chung                    | 5 maja 2019      |
| 4  | We Need Glory for a While                        | Matthew A. Cherry | Aaron Carter                 | 5 maja 2019      |
| 5  | One Day We May Be More than a Body               | Sheelin Choksey   | Fawzia Mirza                 | 12 maja 2019     |
| 6  | We Turn Up This Music Louder Than a Mother's Cry | Kevin Hooks       | Brendan Kelly                | 12 maja 2019     |
| 7  | I Must Tell You What We Have Inherited           | DeMane Davis      | Sunil Nayar                  | 19 maja 2019     |
| 8  | This Victory Alone Is Not The Change We Seek     | Thomas Carter     | Caitlin Parrish, Erica Weiss | 19 maja 2019     |

## Produkcja
Pod koniec lutego 2018 roku poinformowano, że Emayatzy Corinealdi zagra w dramacie. W marcu 2018 roku, ogłoszono, że: Noah Wyle, Howard Charles, Elizabeth Laidlaw, Vinny Chhibber, Michael Patrick Thornton i Noel Fisher dołączyli do obsady serialu.
12 maja 2018 roku, stacja CBS zamówiła serial na sezon telewizyjny 2018/2019.